# Pseudocuma graciloides
Pseudocuma graciloides is een zeekomma uit de familie Pseudocumatidae. De wetenschappelijke naam van de soort is voor het eerst geldig gepubliceerd in 1894 door Georg Ossian Sars.